# Maiak (Stàvropol)
Maiak - Маяк (rus) - és un poble (un possiólok) del krai de Stàvropol, a Rússia, que en el cens del 2010 tenia 370 habitants. Pertany al districte rural de Petrovski.